# 黄英贤
黄英贤（英語：Penelope Ying-yen “Penny” Wong；1968年11月5日—），澳洲工黨華裔政治領袖，現任外交部长暨參議院執政黨領袖。她於2002年起任南澳州參議員。
黄英贤先前曾在陆克文和吉拉德政府内阁中财务与放寬監管部部长（财务部长是财政部长的助理部长之一，负责政府财务和支出等）。她既是澳大利亚第一位公开的女同性恋参议员、第一位亚裔女性参议员，也是第一位亚裔财务部长。作为工党在联邦参议院的领袖，黄英贤是工党兩度作为执政党时排名第三的政治领袖，是澳大利亚历史上位置最高的华裔政治人物。

## 早年经历
出生在马来西亚沙巴亚庇，父亲黃銳誠（Francis Wong）是马来西亚华裔，在馬來西亞經營建築業，也是專業繪測師。母亲是歐裔澳大利亞人。父母离异后，母亲带着八岁的黄英贤和弟弟Toby回到南澳大利亚州首府阿德莱德。Toby后来成为一名厨师。
黄英贤在阿德莱德的苏格兰学院学习化学、物理、数学，并获得了奖学金。随后来到阿德莱德大学学习医学，到巴西做过一年的交换生。她发现自己有恐血症后，放弃了学医，转而学习法律。在获得了阿德莱德大学文学和法学双学士学位，并完成了南澳大学的法律實務研究生文凭后，黄英贤于1988年加入澳大利亚工党，开始从政。

## 从政之路
2001年11月，她以工党在南澳州第一参选人的身份，顺利当选联邦参议员。2006年12月，陆克文出任澳大利亚工党领袖后，黄英贤在联邦反对党的“影子内阁”中，负责公共管理、公司治理与责任、以及劳工事务。

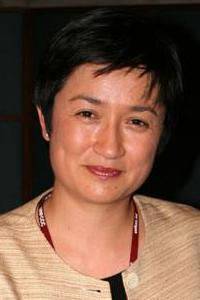
2000年代的黄英贤

在2007年11月24日的联邦大选中，工党获得压倒性胜利，11年来首次获机会组阁。11月29日，总理陆克文任命黄英贤为负责处理气候变化与水源保護事务的内阁部长； 她也成為澳大利亚历史上第一個華裔部長。  在担任气候变化部长期间，黄英贤并没有出色表现；未能使参议院通过工党的减少碳污染计划，而她个人也一直希望离开气候变化部。2010年6月，副总理朱莉娅·吉拉德在一次工党内会议上将陆克文赶下台，并于当年8月提前举行大选。在获得两位独立众议员支持后，吉拉德于9月11日宣布籌組了自第二次世界大战结束以来，澳大利亚首个少数党派政府，當中黄英贤獲任命为财务部长，后陸克文於三年後成功復位，她在第二次陆克文内阁中继续担任此职，再兼任參議院執政黨領袖，至同年大選後隨工黨下野，成為參議院反對黨領袖至今。2016年7月起，兼任影子内阁外交部长。
2022年，工党击败自由党取得胜利，黄英贤在阿尔巴尼斯内阁中担任外交部长。

## 个人生活
黄英贤是女同性恋，是澳大利亚工党第一位公开并在任的女同性恋参议员。她的伴侣蘇菲·阿魯什（Sophie Allouache）是前大学阿德莱德学生协会会长，现在是一名公职人员。在黄英贤的宣誓就职仪式上，阿魯什随着黄英贤的母亲簡·查普曼一起出席。虽然她的父亲仍然在海外，他们仍然保持联系。2011年12月，阿魯什透過一名男子捐精生下了她们的第一个孩子亞歷珊德拉。2024年3月17日，黃英賢宣佈正式與阿魯什結婚。
2010年，黄英贤被samesame.com.au评为25个最有影响力的澳大利亚女同性恋之一。她是基督徒，参加了澳大利亚联合教会。

## 关于同性婚姻
黄英贤是在2004年工党召开的一个同性恋问题政策辩论会上，公开自己同性恋身份的。 然而，黄英贤却支持自己党派反对同性婚姻的立场。
2011年，黄英贤改变立场表态支持同性婚姻。要继续争取同性婚姻的合法化。